# David Benatar
David Benatar (8 december 1966) is een Zuid-Afrikaanse filosoof, professor en schrijver.

## Leven
David Benatar is de zoon van Solomon Benatar, die het Bioethics Centre aan de Universiteit van Kaapstad heeft opgericht.
Niet veel is bekend over Benatars privéleven, aangezien hij doelbewust zijn privacy bewaakt.

## Filosofie
In zijn hoofdwerk Better Never to Have Been beargumenteert Benatar dat het moreel verwerpelijk is om kinderen te krijgen. Zonder uitzondering is namelijk elk leven zo slecht dat het altijd beter is om niet te bestaan.

## Werken
- Better Never to Have Been: The Harm of Coming Into Existence. Oxford University Press, Oxford 2006, ISBN 0-19-929642-1.
- The Second Sexism: Discrimination Against Men and Boys. John Wiley & Sons, Malden 2012, ISBN 978-0-470-67446-8.
- The Human Predicament: A Candid Guide to Life's Biggest Questions. Oxford University Press, Oxford 2017, ISBN 9780190633813.
- The Fall of the University of Cape Town: Africa's Leading University in Decline. Politicsweb Publishing, 2021.
- Debating Procreation: Is It Wrong to Reproduce? (Debating Ethics). Oxford University Press, Oxford 2015.
- Ethics for Everyday. McGraw-Hill Humanities/Social Sciences/Languages, 2001.
- Conversations about the Meaning of Life (Conversations about Philosophy). Obsidian Worlds Publishing, 2021.